# Ortale
Ortale est une commune française située dans la circonscription départementale de la Haute-Corse et le territoire de la collectivité de Corse. Elle appartient à l'ancienne piève d'Alesani.

## Géographie
Ortale est situé à 488 mètres à l’extrême sud-est de la piève d'Alesani, à 15 km de Cervione et à 23 km de Piedicroce.

## Urbanisme

### Typologie
Au 1er janvier 2024, Ortale est catégorisée commune rurale à habitat très dispersé, selon la nouvelle grille communale de densité à sept niveaux définie par l'Insee en 2022.
Elle est située hors unité urbaine et hors attraction des villes,.

### Occupation des sols
L'occupation des sols de la commune, telle qu'elle ressort de la base de données européenne d’occupation biophysique des sols Corine Land Cover (CLC), est marquée par l'importance des forêts et milieux semi-naturels (100 % en 2018), une proportion identique à celle de 1990 (100 %). La répartition détaillée en 2018 est la suivante : 
milieux à végétation arbustive et/ou herbacée (55,9 %), forêts (44,1 %). L'évolution de l’occupation des sols de la commune et de ses infrastructures peut être observée sur les différentes représentations cartographiques du territoire : la carte de Cassini (XVIIIe siècle), la carte d'état-major (1820-1866) et les cartes ou photos aériennes de l'IGN pour la période actuelle (1950 à aujourd'hui).

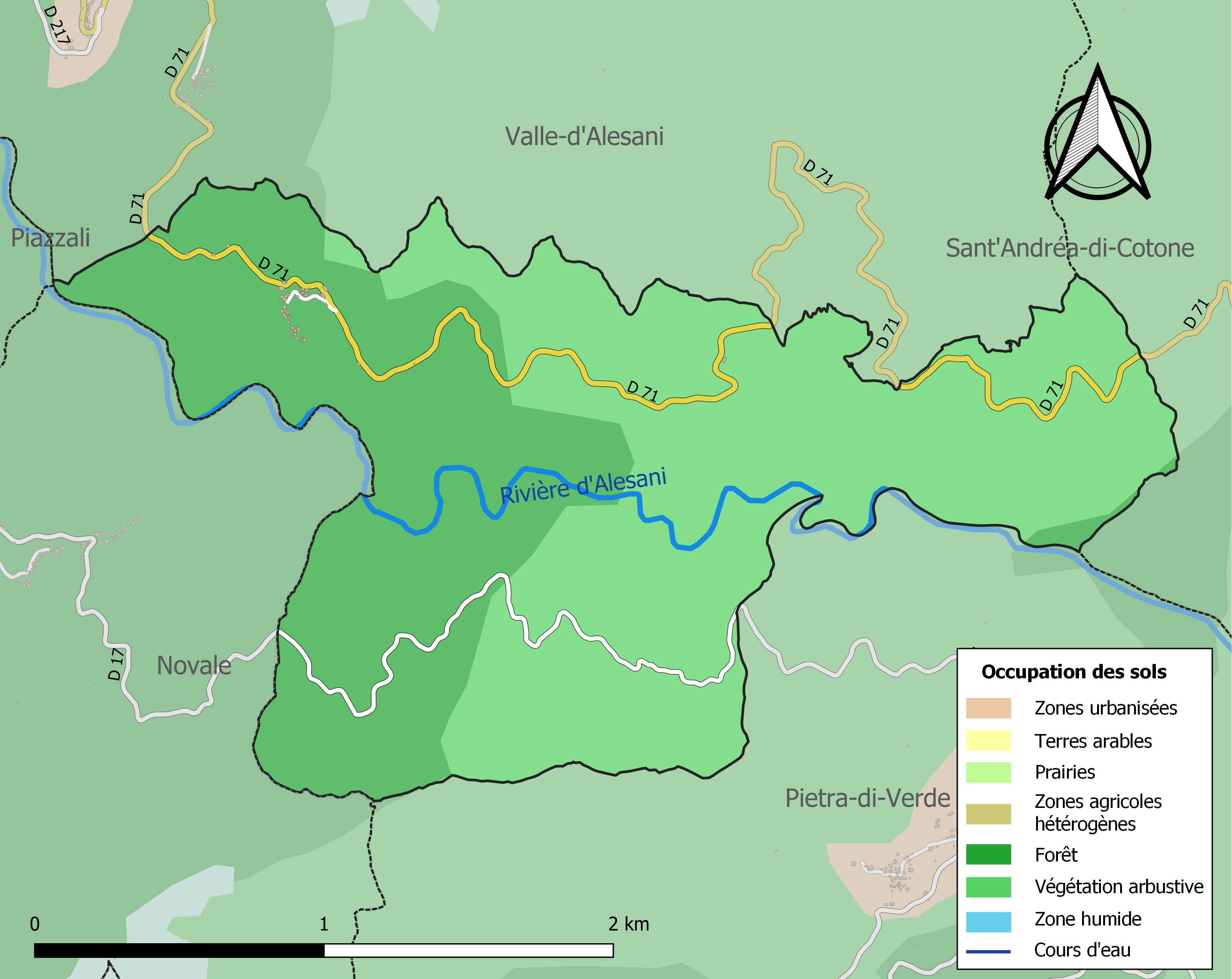
Carte des infrastructures et de l'occupation des sols de la commune en 2018 (CLC).

## Histoire
Ortale est situé  sur un à-pic rocheux (d’où son toponyme qui remonterait à un noyau prélatin ORT = rocher abrupt- ) à l’entrée orientale de la vallée d’Alesani, sur la rive gauche du Bussu, face à la chaîne montagneuse de Muteri. Cela pour faire place d’emblée à la légende qui prétend que les Sarrazins furent défaits en 810 à l’embouchure de ladite rivière puis poursuivis par Charles, fils aîné de Charlemagne, dans la montagne de Muteri.
Au 17e, à l’occasion de ce que les historiens ont appelé la paix génoise, succède une période où l’agriculture et l’élevage se développèrent et où furent plantés les nombreux châtaigniers qui firent longtemps la richesse de la Castagniccia. C’est probablement au cours de ce siècle qu’a pu être construite l’église principale actuelle Santa Maria Assunta en remplacement de l’ancienne chapelle romane du IXe siècle autour de laquelle s’élevait sans doute le premier village d’Ortale.
Les documents se font plus nombreux ensuite : on apprend ainsi qu’en 1856 étaient cultivés au village en plus des châtaigniers 213 ha de blé, 47 a de vignes, 5 ha d’oliviers et 3 ha de jardins. Il y avait aussi trois moulins à eau et une dizaine de fours à pain. Par ailleurs le recensement de 1769 donne 289 habitants pour le village ce qui en fait un des plus peuplés, le total du canton étant à l’époque de 2765 hab. (tiré du site officiel du village).

## Politique et administration
| Période                                  | Période  | Identité          | Étiquette | Qualité       |
| ---------------------------------------- | -------- | ----------------- | --------- | ------------- |
| mars 2008                                | 2014     | Danièle Bonifaci  | MoDem     | .             |
| mars 2014                                | En cours | Antoine Defendini | DVG       | Fonctionnaire |
| Les données manquantes sont à compléter. |          |                   |           |               |

1er adjoint : Jacques Fusina (son site personnel)

## Démographie
L'évolution du nombre d'habitants est connue à travers les recensements de la population effectués dans la commune depuis 1800. Pour les communes de moins de 10 000 habitants, une enquête de recensement portant sur toute la population est réalisée tous les cinq ans, les populations de référence des années intermédiaires étant quant à elles estimées par interpolation ou extrapolation. Pour la commune, le premier recensement exhaustif entrant dans le cadre du nouveau dispositif a été réalisé en 2005.

En 2022, la commune comptait 25 habitants, en stagnation par rapport à 2016 (Haute-Corse : +5,15 %, France hors Mayotte : +2,11 %).
| 1800 | 1806 | 1821 | 1831 | 1836 | 1841 | 1846 | 1851 | 1856 |
| ---- | ---- | ---- | ---- | ---- | ---- | ---- | ---- | ---- |
| 252  | 336  | 328  | 314  | 336  | 325  | 320  | 340  | 292  |

| 1861 | 1866 | 1872 | 1876 | 1881 | 1886 | 1891 | 1896 | 1901 |
| ---- | ---- | ---- | ---- | ---- | ---- | ---- | ---- | ---- |
| 272  | 282  | 257  | 246  | 262  | 265  | 225  | 217  | 193  |

| 1906 | 1911 | 1921 | 1926 | 1931 | 1936 | 1946 | 1954 | 1962 |
| ---- | ---- | ---- | ---- | ---- | ---- | ---- | ---- | ---- |
| 173  | 182  | 185  | 184  | 122  | 102  | 115  | 102  | 99   |

| 1968 | 1975 | 1982 | 1990 | 1999 | 2005 | 2006 | 2010 | 2015 |
| ---- | ---- | ---- | ---- | ---- | ---- | ---- | ---- | ---- |
| 84   | 64   | 55   | 17   | 25   | 33   | 31   | 25   | 25   |

| 2020 | 2022 | - | - | - | - | - | - | - |
| ---- | ---- | - | - | - | - | - | - | - |
| 26   | 25   | - | - | - | - | - | - | - |

## Lieux et monuments
Dans le patrimoine du village, il convient d’inscrire les éléments d’architecture rurale : les vieilles maisons de maîtres, une fontaine à voûte ancienne restaurée, des placettes et des ruelles pavées (ricciate).
On peut également observer des ruines de moulins à eau encore en fonction jusque dans les années 1950, des sentiers et voies empierrées de communication, comme l’ancienne route carrossable dite de « Théodore » qui rejoint Cervione en longeant l’actuelle départementale et sur laquelle on peut voir encore des arcades de ponts génois encore en état… (tiré du site officiel de la commune).
- Église Sainte-Marie d'Ortale. Elle est inscrite à l'Inventaire général du patrimoine culturel[10].

## Personnalités liées à la commune
Le poète, chercheur et écrivain Jacques Fusina est né à Ortale d'Alisgiani.